# Gennaro Maria Albertini
Gennaro Maria Albertini (Cimitile, 27 settembre 1715 – Caserta, 26 maggio 1767) è stato un religioso e vescovo cattolico italiano.

## Biografia
Gennaro Maria Albertini nacque a Cimitile, vicino a Nola, in una famiglia napoletana di origine patrizia. Entrato nell'Ordine dei chierici regolari teatini nel 1731, ricevette l'ordinazione sacerdotale il 7 settembre 1738: fu dapprima abate di Santa Maria degli Angeli a Pizzofalcone, dove insegnava filosofia e teologia, e successivamente fu nominato visitatore apostolico della provincia ecclesiastica di Napoli per il suo ordine (incarico che mantenne per 8 anni).
Re Ferdinando IV lo scelse come vescovo per la diocesi di Caserta, il 9 maggio 1761; Albertini ricevette la conferma papale il 13 luglio. Fu consacrato il 19 luglio dal cardinale Giuseppe Spinelli, assistito dagli arcivescovi Innocenzo Gorgoni, O.S.B. e Domenico Giordani.

## Genealogia episcopale
La genealogia episcopale è:
- Cardinale Scipione Rebiba
- Cardinale Giulio Antonio Santori
- Cardinale Girolamo Bernerio, O.P.
- Arcivescovo Galeazzo Sanvitale
- Cardinale Ludovico Ludovisi
- Cardinale Luigi Caetani
- Cardinale Ulderico Carpegna
- Cardinale Paluzzo Paluzzi Altieri degli Albertoni
- Cardinale Gaspare Carpegna
- Cardinale Fabrizio Paolucci
- Cardinale Giorgio Spinola
- Cardinale Thomas Philip Wallrad d'Alsace-Boussut de Chimay
- Cardinale Giuseppe Spinelli
- Vescovo Gennaro Maria Albertini